# آلفارا د آلخیمیا
آلفارا د آلخیمیا (به اسپانیایی: Alfara de la Baronia) یک شهرستان در اسپانیا است که در Camp de Morvedre واقع شده‌است.

## خصوصیات
آلفارا د آلخیمیا ۱۱٫۷ کیلومترمربع مساحت و ۵۱۸ نفر جمعیت دارد و ۷۰ متر بالاتر از سطح دریا واقع شده‌است.